# Мінерал I
Мінерал І (рос. минерал I; англ. mineral I; нім. Mineral I n) — гідроксид манґану, кобальту й міді. Хімічна формула: 3(Mn2O3, MnO2)•Co2O3•3CuO•8H2O. Утворює лускуваті агрегати. М'який. Колір чорний. Знайдений у Камбові (Катанга, Конго-Кіншаса), L. de Leenheer, 1936.